# George Lewis (pozounista)
George Lewis (* 14. července 1952) je americký pozounista a hudební skladatel. Narodil se v Chicagu v Illinois a studoval na Yaleově univerzitě, kde roku 1974 získal diplom z filosofie. Během své kariéry vydal řadu vlastních alb a velké množství nahrávek, na kterých spolupracoval s dalšími hudebníky. Patří mezi ně například Evan Parker, Derek Bailey, Anthony Braxton a Bill Frisell. Na několika projektech spolupracoval také se saxofonistou a skladatelem Johnem Zornem. Spolu s ním a trumpetistou Wadada Leo Smithem nahrál například album Sonic Rivers z roku 2014. Rovněž působil jako pedagog na Columbia University a University of California, San Diego.